# Sliepkovce
Sliepkovce é um município da Eslováquia, situado no distrito de Michalovce, na região de Košice. Tem 6,46 km² de área e sua população em 2018 foi estimada em 744 habitantes.

## Demografia
| Ano:        | 1994 | 2004   | 2014   | 2024   |
| ----------- | ---- | ------ | ------ | ------ |
| Broj ljudi: | 710  | 704    | 753    | 771    |
| Razlika:    |      | -0,84% | +6,96% | +2,39% |

| Ano:               | 2023 | 2024   |
| ------------------ | ---- | ------ |
| Número de pessoas: | 777  | 771    |
| Diferença:         |      | -0,77% |